# Mặt trận miền Tây (Nội chiến Hoa Kỳ)
Nội chiến Hoa Kỳ diễn ra tại nhiều nơi trong hai vùng chiến lược chính, Mặt trận miền Tây và Mặt trận miền Đông. Ngoài ra còn có mặt trận vùng sông Mississippi, bờ biển Thái Bình Dương và bờ biển Đông-Nam Hoa Kỳ.
Mặt trận miền Tây ban đầu là khu vực phía đông sông Mississippi và phía tây dãy núi Appalachian. Nó không bao gồm các hoạt động trong vịnh Mexico và bờ biển phía đông Hoa Kỳ. Đến năm 1864 - 1865, khi tướng Liên bang miền Bắc William Tecumseh Sherman từ Chattanooga, Tennessee hành quân về phía đông-nam, Mặt trận miền Tây mở rộng và gồm thêm Georgia, Bắc và Nam Carolina.
Sử gia J. F. C. Fuller đã miêu tả cuộc tiến công của miền Bắc như một động tác rẽ ngoặt lớn, bánh xe bên trái bắt đầu tại Kentucky, tiến thẳng phía nam xuống sông Mississippi, sau đó là quay sang phía đông qua Tennessee, Georgia, và vùng Carolinas. Ngoài trận Chickamauga và một số cuộc đột kích táo bạo do lực lượng kỵ binh hoặc du kích tiến hành, thì trong suốt 4 năm Nội chiến, Mặt trận miền Tây hầu như là một chuỗi các chiến thắng của quân miền Bắc, đánh bại quân miền Nam hết trận này đến trận khác, hay cùng lắm là những trận hòa về chiến thuật mà dẫn đến sự đảo lộn về chiến lược. Ngoài ra, những vị tướng được cho là thành công nhất của Liên bang miền Bắc (Grant, Thomas, Sherman, và Sheridan) đều đến từ mặt trận này, hầu hết đều vượt hơn hẳn những tướng lĩnh đối thủ miền Nam của họ (có thể ngoại trừ viên chỉ huy kỵ binh Nathan Bedford Forrest).

## Tổng quan về vai trò của Mặt trận miền Tây

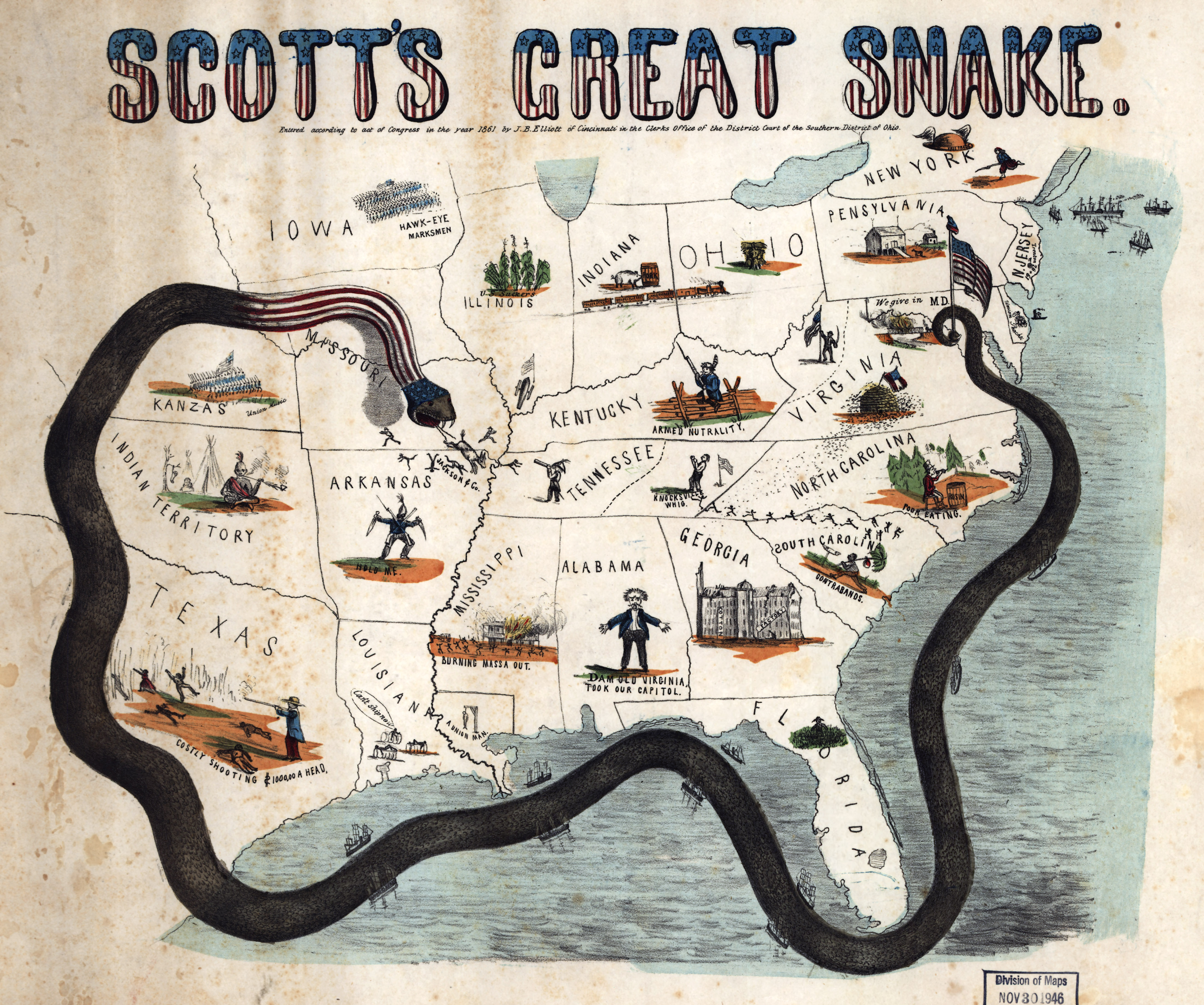
Tranh biếm họa Kế hoạch Anaconda của Winfield Scott.

Chiến trường miền Tây được nhiều người đánh giá là mặt trận quan trọng nhất trong chiến tranh. Quân Liên minh miền Nam phải chống giữ lãnh thổ quá rộng lớn với những nguồn lực bị hạn chế so với đối phương. Quân miền Bắc có khả năng triển khai nhiều mũi nhọn tiến công theo các hướng khác nhau, trong đó có những con sông lớn dẫn trực tiếp đến khu trung tâm nông nghiệp của miền Nam. Việc chiếm giữ con sông Mississippi là một trong những mục tiêu mấu chốt trong Kế hoạch Anaconda của tướng miền Bắc Winfield Scott. Stephen E. Woodworth đã nhận xét rằng:
| “ | Mặt trận Virginia có thanh thế hơn rất nhiều.... Tuy nhiên, kết quả của cuộc chiến được định đoạt không phải ở đó mà là ở những vùng lãnh thổ rộng lớn trải dài về phía tây từ dãy núi Appalachian đến Mississippi và xa hơn nữa. Tại đây, tại miền Tây, những trận đánh quyết định thật sự đã diễn ra. | ” |
| — | |   |

Mặt trận miền Đông đã được chú ý đến nhiều hơn miền Tây, cả vào thời điểm bấy giờ lẫn sử ký sau này. Điều này là do nhiều nguyên nhân, trong đó có việc chiến sự ở miền Đông diễn ra ở gần thủ đô cả hai bên, các thành phố lớn ở miền Đông thu hút nhiều sự tập trung của báo chí, có nhiều chiến thắng bất ngờ của miền Nam ở miền Đông, và danh tiếng của các tướng lĩnh ở miền Đông như Robert E. Lee, George B. McClellan, và Stonewall Jackson. Vì vậy, quá trình lực lượng miền Bắc đánh bại các đội quân miền Nam ở phía Tây và xâm chiếm lãnh thổ miền Nam đã gần như bị bỏ quên.

## Những cuộc hành quân ban đầu
Trọng tâm của cuộc chiến ban đầu nằm tại hai tiểu bang quan trọng là Missouri và Kentucky, mất một trong hai vào tay Liên minh miền Nam sẽ gây thiệt hại lớn cho Liên bang miền Bắc. Nhờ vào những thành công của đại úy Nathaniel Lyon và thắng lợi của ông trong trận Boonville vào tháng 6 năm 1861 mà quân miền Bắc đã giữ được Missouri. Còn bang Kentucky, với thống đốc theo miền Nam nhưng chính quyền lại theo miền Bắc, đã tuyên bố "trung lập" trong cuộc chiến. Tuy thế, sự trung lập này không được tôn trọng và vào ngày 3 tháng 9 quân miền Nam do thiếu tướng Leonidas Polk chỉ huy đã chiếm Columbus, được coi là chìa khóa để kiểm soát vùng hạ lưu sông Mississippi. Hai ngày sau, chuẩn tướng miền Bắc Ulysses S. Grant đem quân chiếm Paducah. Từ giờ trở đi, không bên nào còn tôn trọng tuyên bố trung lập của tiểu bang. Phần đông chính quyền bang vẫn trung thành với miền Bắc, còn những phần tử lập pháp thân miền Nam đã qua hội nghị Russellville mà lập riêng một chính quyền phò miền Nam tại Bowling Green và được Liên minh miền Nam công nhận làm thành viên vào tháng 12 năm 1861. Đây được coi là một thắng lợi của miền Bắc vì nó làm cho Kentucky không bao giờ chính thức đứng vào phe miền Nam, và nếu không thể ngăn chặn chiến sự nổ ra tại Kentucky thì miền Bắc sẽ gặp nhiều khó khăn với những chiến dịch diễn ra tại Tennessee sau này.

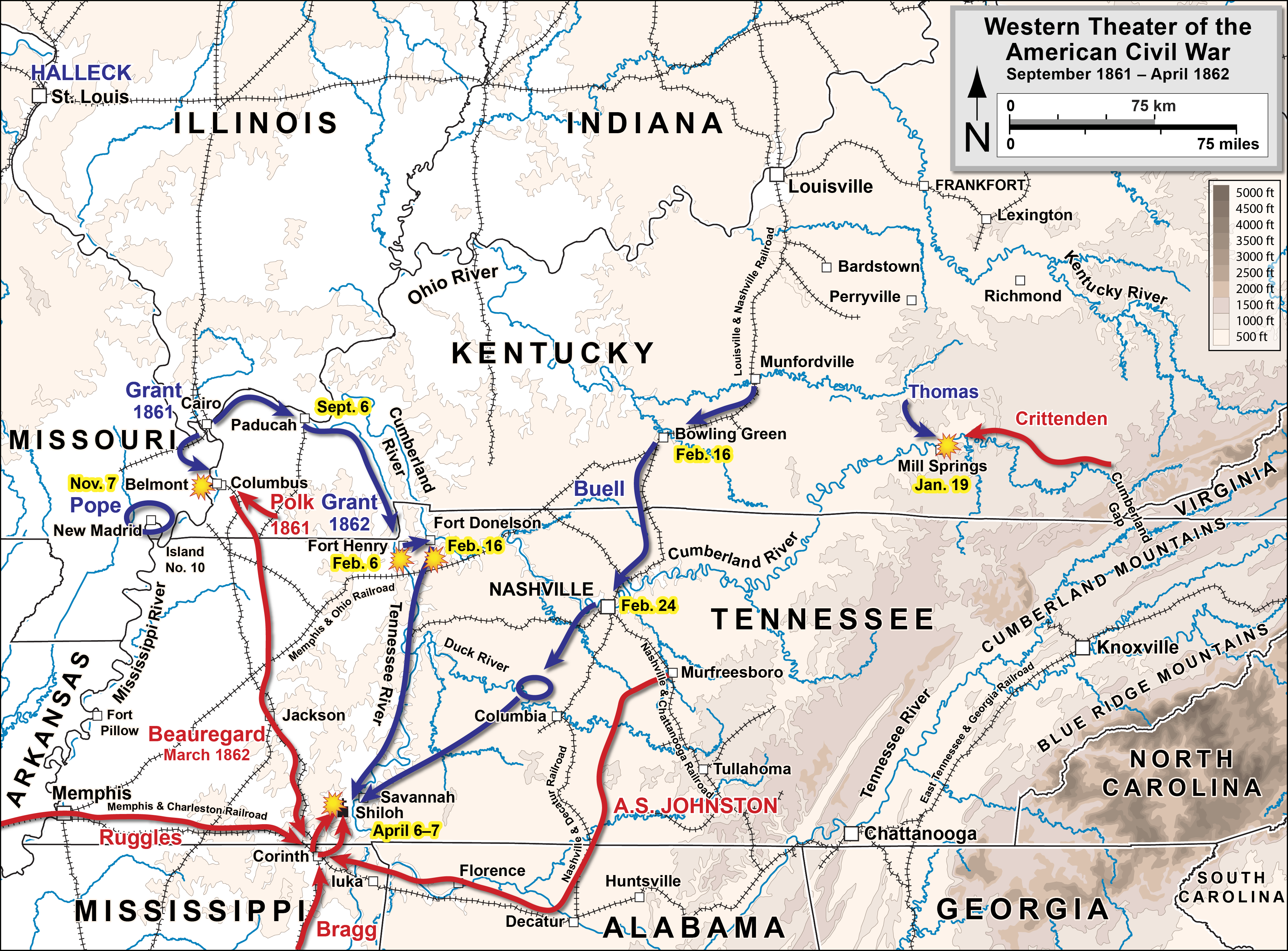
Từ Belmont (tháng 11 năm 1861) đến Shiloh (tháng 4 năm 1862).

Bên phía miền Nam, Đại tướng Albert Sidney Johnston thống lĩnh toàn bộ quân đội từ Arkansas đến Cumberland Gap. Ông gặp khó khăn vì quân số ít hơn trong khi phải bảo vệ một mặt trận rộng lớn, nhưng bù lại, ông lại có một hệ thống liên lạc hàng ngang rất tốt, có thể di chuyển quân đội nhanh chóng đến nơi cần thiết. Johnston cũng nhờ hai tùy tướng giỏi là Leonidas Polk và thiếu tướng William J. Hardee. Ngoài ra Johnston còn nhận được sự ủng hộ chính trị từ các phần tử chủ trương ly khai tại các quận ở trung và tây Kentucky, lúc này đã thành lập ra chính quyền Kentucky miền Nam. Qua hệ thống đường xe lửa Mobile và Ohio, tướng Polk đã có thể nhanh chóng củng cố và trang bị cho các cơ sở của miền Nam tại Columbus.
Bên phía miền Bắc, bộ chỉ huy quân sự tại Mặt trận miền Tây rất thiếu sự thống nhất và vào tháng 11 được tổ chức phân tán thành 3 bộ phận riêng biệt: cục Kansas của thiếu tướng David Hunter, cục Missouri của thiếu tướng Henry W. Halleck và cục Ohio của chuẩn tướng Don Carlos Buell (thay thế chuẩn tướng William T. Sherman). Đến tháng 1 năm 1862, tình trạng chỉ huy phân tán trở nên rõ rệt do quân miền Bắc vẫn chưa có một chiến lược hành động thống nhất nào cho miền Tây. Buell, dưới những sức ép chính trị đòi hỏi đánh chiếm và kiểm soát khu vực Đông Tennessee vốn ủng hộ miền Bắc, đã từ từ kéo quân về Nashville nhưng không đạt mục tiêu đáng kể nào ngoài hai thắng lợi nhỏ của đại tá James A. Garfield tại trận Middle Creek và của chuẩn tướng George H. Thomas trong trận Mill Springs (dù Mill Springs đã là một thắng lợi có ý nghĩa chiến lược đáng kể vì nó đã phá vỡ đoạn cuối tuyến phòng thủ miền Tây của Liên minh miền Nam và mở ra cánh cửa Cumberland Gap dẫn đến miền Đông Tennessee, nhưng nó không giúp Buell tiến gần hơn đến Nashville). Cùng lúc đó, dưới quyền của Halleck, Grant kéo quân lên mạn ngược sông Tennessee và tấn công đồn quân tại Belmont để đánh lạc hướng quân miền Nam, mục đích là giúp Buell nhưng cuối cùng Buell không tiến quân vào được Nashville như dự định. Đến ngày 1 tháng 2 năm 1862, sau nhiều lần đề nghị của Grant, Halleck đã cho phép Grant tấn công đồn Henry trên sông Tennessee.

## Sông Tennessee, sông Cumberland, và sông Mississippi
Tướng Grant phối hợp cùng lực lượng hải quân Hoa Kỳ của đô đốc Andrew H. Foote, bắt đầu hành quân dọc theo sông Tennessee bằng tàu vận tải từ ngày 2 tháng 2, tiến nhanh đến đồn Henry gần biên giới Tennessee và Kentucky. Đồn này nằm trên một vùng đất lụt, nhiều khẩu đại bác bị ngập dưới nước, nên hầu như không thể chống giữ được với các pháo hạm. Do tuyên bố trung lập trước đó của Kentucky, quân miền Nam không thể xây dựng được hệ thống phòng thủ đường sông tại một vị trí nào đó có nhiều giá trị chiến lược hơn trong địa phận của tiểu bang, nên phải đóng tại một cứ điểm ở ngay sát bên trong đường biên giới Tennessee. Với lực lượng pháo thủ nhỏ yếu, chỉ huy đồn là chuẩn tướng Lloyd Tilghman đã làm một trận đấu pháo với đội tàu miền Bắc trong gần 3 tiếng đồng hồ trước khi nhận ra rằng tiếp tục chống cự là vô ích. Ngày 5 tháng 2, Tilghman cùng phần lớn lực lượng đồn trú rút chạy về giữ đồn Donelson cách đó 18 km về phía đông trên sông Cumberland. Đồn Henry thất thủ, sông Tennessee mở rộng cho quân miền Bắc tiến xuống phía nam.
Đồn Donelson nằm trên sông Cumberland, được bố trí kiên cố hơn đồn Henry, Hải quân miền Bắc bắn phá nhưng không hạ nổi. Quân bộ của tướng Grant rượt đến trên đà truy kích Tilghman đã thử đánh gấp vào sau lưng đồn nhưng cũng không thành công, phải đóng quân bao vây. Ngày 15 tháng 2 quân miền Nam do chuẩn tướng John B. Floyd chỉ huy bất ngờ kéo ra phá vòng vây, tấn công vào cánh phải của quân miền Bắc (dưới quyền chỉ huy của chuẩn tướng John. A. McClernand) và đẩy lui được sư đoàn của McClernand nhưng không đủ sức vượt thoát. Tướng Grant sau đòn bất ngờ này đã củng cố lại và huy động binh sĩ mở cuộc phản công ác liệt vào cánh phải yếu ớt của quân miền Nam. Chuẩn tướng miền Nam Simon B. Buckner bị vây hãm trong đồn và trong thị trấn Dover, Tennessee, đã phải ra hàng với đội quân 11.500 người cùng nhiều đại bác và đồ tiếp tế, theo đúng yêu cầu "đầu hàng vô điều kiện" của tướng Grant. Kể từ đó Grant được đặt biệt danh Grant "đầu hàng vô điều kiện". Hai chiến thắng liên tiếp tại đồn Henry và Donelson là những thắng lợi quan trọng đầu tiên của miền Bắc. Hai con sông lớn Tennessee và Cumberland từ đó đã mở đường sẵn sàng cho cuộc xâm chiếm Tennessee.
Tuyến phòng thủ phía trước của Johnston đã bị phá vỡ. Đúng như Grant dự đoán, vị trí của tướng Polk tại Columbus cũng không thể tiếp tục đứng vững, và ông ta đã phải rút lui ngay sau khi đồn Donelson thất thủ. Grant còn cho quân cắt đứt tuyến đường sắt Memphis và Ohio mà trước đó quân miền Nam vẫn dùng để di chuyển hỗ trợ lẫn nhau. Đến tháng 2, tướng miền Nam P.G.T. Beauregard được cử từ Mặt trận miền Đông đã đến gặp Johnston. Beauregard chỉ huy toàn bộ lực lượng miền Nam ở khu vực giữa hai con sông Mississippi và Tennessee, làm chia rẽ sự chỉ huy thống nhất khi mà Johnston chỉ kiểm soát một lực lượng nhỏ tại Murfreesboro. Beauregard đã lên kế hoạch tập trung lực lượng xung quanh Corinth, Mississippi, và chuẩn bị cho một cuộc tổng công kích. Đến cuối tháng 3, Johnston đưa quân đến tập hợp làm một với Beauregard.
Bên phía quân miền Bắc lúc này, sự chuẩn bị cho chiến dịch lại diễn ra không được suôn sẻ. Halleck tỏ ra lo tranh chấp địa vị với tổng chỉ huy George B. McClellan hơn là tính chuyện chiến lược đánh quân miền Nam, vốn đang bị chia rẽ và có thể bị đánh bại lần lượt. Ông lại không nhất trí với người đồng sự là tướng Buell, hiện đang đóng ở Nashville, về việc phối hợp thống nhất hành động. Halleck đã phái Grant tiến lên thượng lưu sông Tennessee, trong khi Buell vẫn đang ở Nashville. Thấy tình hình như vậy, ngày 11 tháng 3 tổng thống Abraham Lincoln chỉ định cho Halleck làm tổng chỉ huy toàn bộ quân đội ở miền Tây, từ sông Missouri đến Knoxville, Tennessee - chấm dứt sự chia rẽ trong bộ chỉ huy. Halleck liền ra lệnh cho Buell đến hội quân với tướng Grant tại Pittsburg Landing trên sông Tennessee.
Mờ sáng ngày 6 tháng 4, đội quân kết hợp miền Nam do Beauregard và Johnston chỉ huy bất thình lình kéo đến đánh úp Binh đoàn Tây Tennessee của Grant tại Pittsburg Landing trong trận Shiloh. Vào ngày đầu tiên của trận đánh, quân miền Bắc bị công kích dữ dội và bị đẩy lui đến bờ sông Tennessee nhưng sau đó cố giữ được. Quân miền Nam sau vài thắng lợi ban đầu không đánh dứt được quân địch. Tướng Johnston - người được tổng thống Jefferson Davis coi là chỉ huy tài giỏi nhất của miền Nam tại thời điểm này - bị bắn chết trong khi đang dẫn đầu bộ binh tấn công. Ngày hôm sau, 7 tháng 4, tướng Buell đến chi viện, hợp quân cùng Grant phản công đánh lui quân miền Nam. Nhưng Grant không truy đuổi được quân miền Nam rút chạy, và do đó đã bị chỉ trích kịch liệt, cũng như vì tổn thất nặng nề của quân miền Bắc. Số binh sĩ thương vong trong trận này (gần 24.000 người) nhiều hơn tổng số thương vong trong lịch sử quân đội Hoa Kỳ trước đó.
Quân miền Bắc cũng bắt đầu xiết chặt quyền kiểm soát sông Mississippi. Ngày 7 tháng 4, trong khi quân miền Nam đang rút chạy từ Shiloh, thiếu tướng miền Bắc John Pope đã đánh bại lực lượng độc lập của Beauregard tại Đảo số 10, mở đường sông đến tận sát Memphis. Ngày 18 tháng 4, đô đốc David Farragut tấn công và sau đó chiếm được thành phố New Orleans, hải cảng quan trọng nhất của miền Nam. Quân đội của thiếu tướng Benjamin Butler đã thiết lập một chính phủ quân sự và cai trị thành phố một cách khắc nghiệt, gây ra nhiều oán giận lớn trong dân chúng đối với lực lượng chiếm đóng.
Mặc dù lúc này quân miền Nam của Beauregard rơi vào tình trạng suy yếu khó có thể chống lại một cuộc tấn công xuống phía nam, nhưng Halleck lại tỏ ra thiếu quyết liệt để lợi dụng thời cơ đánh gấp. Ông ta tốn rất nhiều thời gian đợi cho đến khi tập hợp được một đội quân lớn, kết hợp các lực lượng gồm binh đoàn Ohio của Buell, Binh đoàn Tây Tennessee của Grant, và binh đoàn sông Mississippi của Pope tại Pittsburg Landing. Sau đó, quân miền Bắc từ từ tiến về giao lộ đường sắt quan trọng tại Corinth, ngày đi, đêm dừng lại đào chiến hào - rất chậm chạp. Đến ngày 3 tháng 5, Halleck chỉ còn cách thành phố 10 dặm nhưng đã phải mất thêm 3 tuần lễ để tiến thêm 8 dặm về phía Corinth. Tổng cộng trong 4 tuần lễ chỉ đi được cách Shiloh 20 dặm (32 km). Do tốc độ chậm chạp mà cuộc hành quân đã được đặt tên là Cuộc bao vây Corinth. Đến ngày 25 tháng 5, Halleck đã sẵn sàng cho một cuộc pháo kích lớn vào tuyến phòng thủ của đối phương, nhưng lúc này tướng miền Nam Beauregard quyết định không bám trụ để khỏi hao quân, và đã rút lui không kháng cự khỏi Corinth trong đêm 29 tháng 5.
Tướng Grant không tham gia chỉ huy trực tiếp trong chiến dịch Corinth. Halleck đã tổ chức lại quân đội, cho Grant làm phó chỉ huy - không có quyền hạng gì thực sự, và xáo trộn từ ba binh đoàn thành ba "cánh quân". Khi Halleck được triệu về miền Đông thay McClellan làm tổng chỉ huy, Grant lên thay ông ta chỉ huy quân đội ở Mặt trận miền Tây, giờ được đặt tên là Quận Tây Tennessee. Thế nhưng trước khi đi, Halleck đã làm bỏ phí mất cơ hội truy kích và tiêu diệt Beauregard khi tự phân tán lực lượng của mình, ông ta phái Buell tiến về Chattanooga, Sherman đi Memphis, một sư đoàn đến Arkansas và Rosecrans được lệnh phải giữ vị trí phòng thủ xung quanh Corinth. Những hành động này của Halleck một phần là do Tổng thống Lincoln muốn đánh chiếm miền đông Tennessee và liên kết với những người ủng hộ miền Bắc tại khu vực này.

## Kentucky, Tennessee, và bắc Mississippi

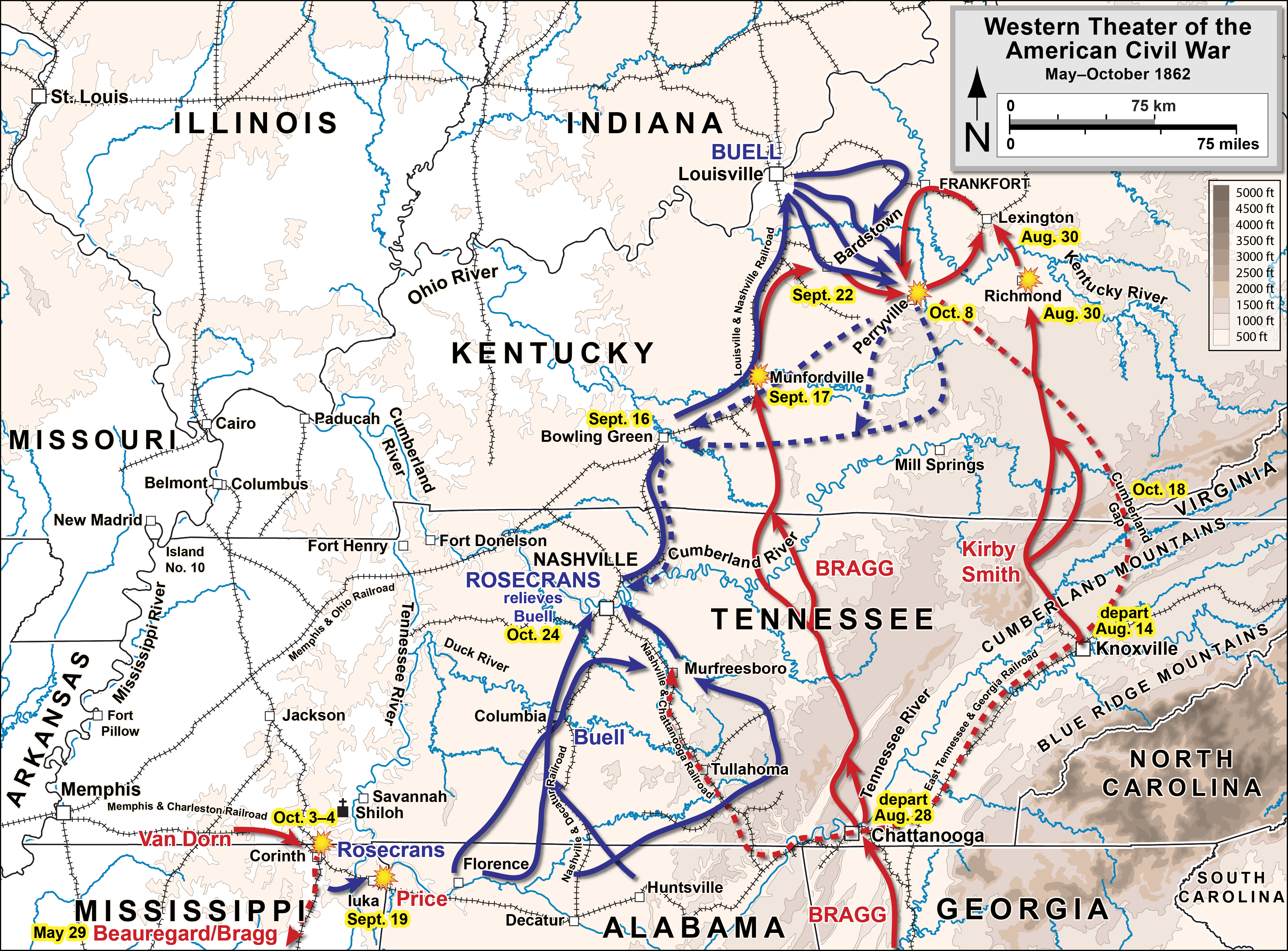
Từ Corinth (tháng 5-1862) đến Perryville (tháng 10-1862).

Trong khi Halleck đang tiến hành những hoạt động cuối cùng sau trận Corinth trước khi rời đi, tướng miền Nam Braxton Bragg đã lên kế nhiệm Beauregard (vào ngày 27 tháng 6, vì lý do sức khỏe) làm chỉ huy Binh đoàn Tennessee với 56.000 người tại Tupelo, Mississippi, phía nam Corinth. Ông ta xác định rằng một cuộc tiến quân thẳng lên phía bắc từ Tupelo là không thực tế. Để lại các lực lượng của 2 thiếu tướng Sterling Price và Earl Van Dorn để đánh lạc hướng Grant, ông dùng xe lửa chuyển 35.000 quân qua Mobile, Alabama đến Chattanooga. Dù mãi đến ngày 21 tháng 7 mới rời Tupelo, ông vẫn đến được Chattanooga sớm hơn Buell. Kế hoạch đại cương của Bragg là xâm chiếm Kentucky bằng cách phối hợp với thiếu tướng Edmund Kirby Smith, cắt đứt tuyến liên lạc của Buell, nhanh chóng đánh bại ông ta rồi quay lại đối phó Grant.
Kirby Smith rời Knoxville ngày 14 tháng 8, và đã buộc được quân miền Bắc rút khỏi Cumberland Gap, đánh bại một lực lượng nhỏ của đối phương trong trận Richmond (Kentucky), rồi tiến đến Lexington ngày 30 tháng 8. Bragg đã khởi hành từ Chattanooga đúng thời điểm trước khi Smith đến Lexington, trong lúc ấy Buell cũng hành quân lên phía bắc từ Nashville đến Bowling Green. Nhưng Bragg hành quân nhanh hơn và đến ngày 14 tháng 9 quân đội của ông đã tiếp cận tuyến đường tiếp tế của Buell dẫn đến Louisville. Bragg cần thiết phải khai thác tình thế này do ông đang bị lực lượng của Buell áp đảo về quân số; nếu có thể kết hợp với Kirby Smith thì mới lập được thế cân bằng. Thế nhưng Smith lại có bộ chỉ huy riêng biệt, và ông ta tin rằng Bragg có thể chiếm Louisville mà không cần sự hỗ trợ của mình.
Tướng Buell lúc này gặp một số rắc rối về chính trị, và suýt nữa đã bị cách chức (nhờ George H. Thomas không chịu chấp hành mệnh lệnh từ cấp trên để thay thế ông vào lúc mở màn chiến dịch nên chuyện đó không xảy ra). Khi Buell tiến đến Perryville, Kentucky, ông bắt đầu tập trung quân đội đối đầu với lực lượng quân miền Nam tại đó. Bragg lúc đầu không ở cùng với quân đội của mình, ông đã đến dự lễ nhậm chức của viên thống đốc Kentucky miền Nam tại Frankfort. Ngày 8 tháng 10, chiến sự nổ ra tại Perryville nhằm giành quyền sở hữu nguồn nước, và khi trận chiến lan rộng, Binh đoàn Mississippi của Bragg giành được thắng lợi về mặt chiến thuật với cuộc tấn công vào một quân đoàn đơn lẻ thuộc Binh đoàn Ohio của Buell. Tối hôm ấy Bragg nhận ra rằng mình đang phải đối mặt với toàn bộ lực lượng của Buell và ra lệnh rút lui về Harrodsburg, tại đó ông hội quân với Binh đoàn Kentucky của Kirby Smith ngày 10 tháng 10. Dù giờ đã có một lực lượng mạnh trong tay, Bragg đã không cố gắng giành lại thế chủ động. Buell cũng giữ thái độ thụ động tương tự. Bragg rút qua Cumberland Gap và trở về Murfreesboro qua lối Chattanooga.
Trong khi Buell đối đầu với Bragg tại Kentucky, thì quân miền Nam ở vùng bắc Mississippi đã hoạt động nhằm ngăn cản quân của Grant, lúc này đang chuẩn bị cho chiến dịch Vicksburg, đến tiếp viện cho Buell. Halleck lúc này đã đi Washington, và Grant không còn trở ngại nào với vị trí tư lệnh Quận Tây Tennessee. Ngày 14 tháng 9, thiếu tướng Sterling Price di chuyển Binh đoàn miền Tây của miền Nam đến Iuka, cách Corinth 32 km về phía đông. Ông ta dự định phối hợp với Binh đoàn Tây Tennessee của thiếu tướng Earl Van Dorn và cùng triển khai đánh Grant. Nhưng Grant đã sớm điều các thiếu tướng William S. Rosecrans và Edward Ord đi tấn công Price tại Iuka. Rosecrans giành được một chiến thắng nhỏ trong trận Iuka (ngày 19 tháng 9), nhưng nhờ sự phối hợp kém cỏi của đối phương và gió bắc mà Price đã kịp thời thoát khỏi vòng vây từ hai phía mà quân miền Bắc dự định tiến hành.
Price và Van Dorn quyết định sẽ tập hợp lại và tiến đánh lực lượng miền Bắc tập trung tại Corinth rồi tiến vào vùng Tây hoặc Trung Tennessee. Trong trận Corinth thứ hai (ngày 3-4 tháng 10), họ đã tấn công đạo quân lớn mạnh của miền Bắc và bị đẩy lui với tổn thất nặng nề. Rút chạy theo hướng tây bắc, họ thoát được cuộc truy kích của đội quân đã kiệt sức của Rosecrans, nhưng mục tiêu đe dọa vùng Trung Tennessee và hỗ trợ cho Bragg đã thất bại.
Khi mùa đông đến, chính phủ miền Bắc đã thay thế Buell bằng Rosecrans. Sau một thời kỳ tái trang bị và huấn luyện quân đội tại Nashville, Rosecrans hành quân đi đánh Bragg tại Murfreesboro ngay sau lễ Giáng sinh. Trong trận Stones River, Bragg đã khiến Rosecrans bất ngờ bằng một cuộc công kích mạnh mẽ ngày 31 tháng 12, đẩy quân miền Bắc lùi về vành đai phòng thủ nhỏ bé bên sông Tennessee. Nhưng đến ngày 2 tháng 1 năm 1863, những nỗ lực tấn công Rosecrans của quân miền Nam lại bị đánh bại hoàn toàn và Bragg phải rút quân về Tullahoma. Thương vong trong trận Stones River (khoảng 12.000 người mỗi bên) đã khiến cho đây trở thành trận đánh đẫm máu nhất trong chiến tranh xét theo tỷ lệ thiệt hại. Đến cuối chiến dịch, sự uy hiếp của Bragg đối với Kentucky đã không còn, và ông ta bị mất hẳn quyền kiểm soát vùng Trung Tennessee.

## Vicksburg

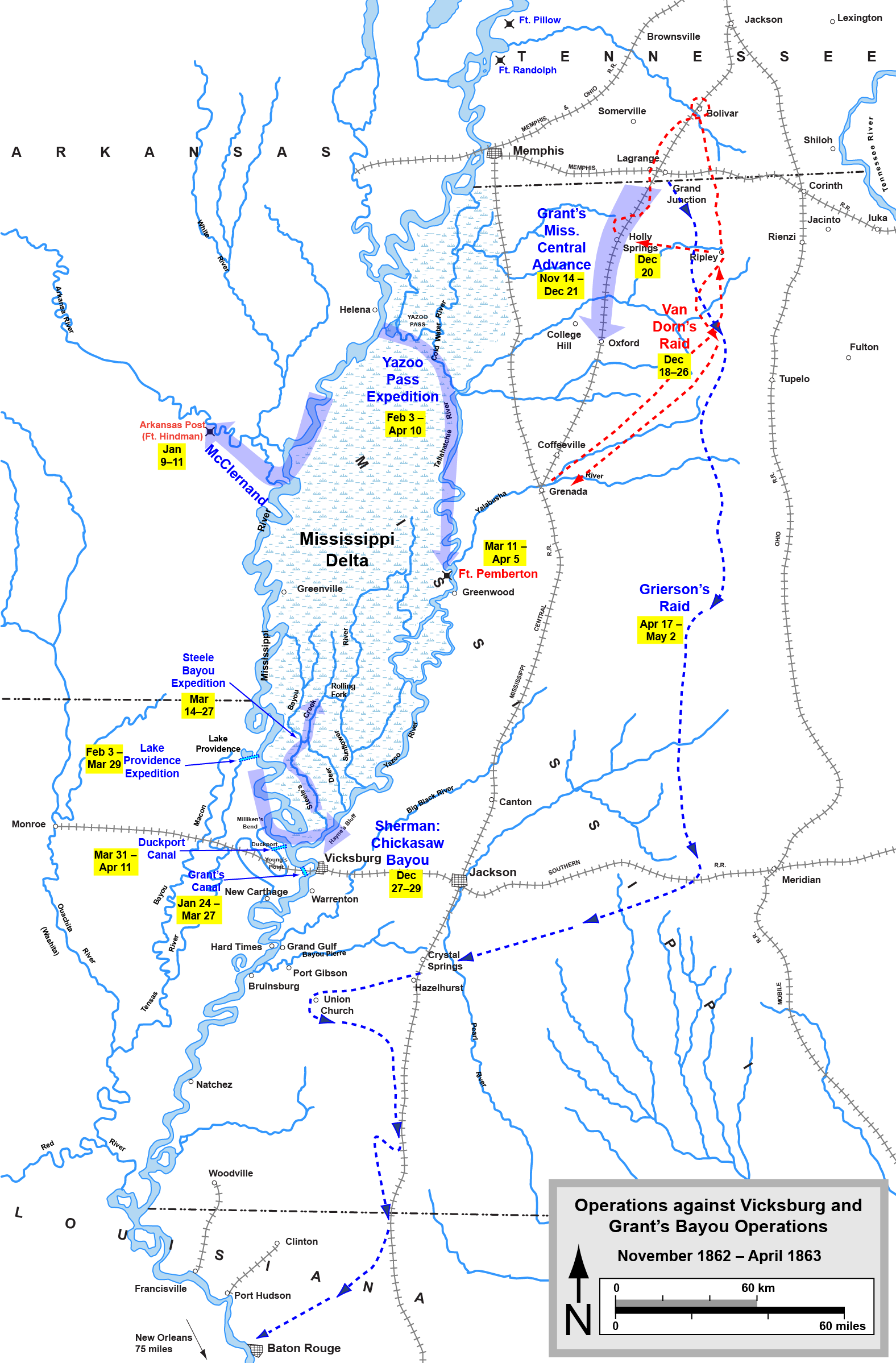
Các cuộc hành quân tại Vicksburg và chiến dịch Bayou của Grant.

Abraham Lincoln tin rằng thành phố pháo đài bên sông Vicksburg, Mississippi là chìa khóa để dẫn đến thắng lợi của chiến tranh. Vicksburg và cảng Hudson là những đồn lũy cuối cùng còn lại ngăn cản quân miền Bắc kiểm soát hoàn toàn sông Mississippi. Tọa lạc trên những bờ dốc cao có tầm nhìn bao quát đoạn uốn của con sông và được mệnh danh là "Gibraltar của Mississippi", Vicksburg gần như bất khả xâm phạm đối với các cuộc tấn công bằng đường thủy. Đô đốc David Farragut đã phải chấp nhận thực tế này sau chiến dịch thất bại của mình tại đây vào tháng 5 năm 1862.
Kế hoạch tổng thể nhằm đánh chiếm Vicksburg là: Ulysses S. Grant sẽ tiến xuống phía nam từ Memphis còn thiếu tướng Nathaniel P. Banks hành quân lên phía bắc từ Baton Rouge. Thế nhưng cuộc hành quân của Banks tiến hành rất chậm và cuối cùng bị sa lầy tại cảng Hudson, không hỗ trợ được gì nhiều cho Grant.

### Chiến dịch thứ nhất
Chiến dịch đầu tiên của Grant là một cuộc hành quân kép. William T. Sherman dẫn 32.000 người tiến xuống sông Mississippi bằng đường thủy trong khi Grant hành quân song song bằng đường xe lửa dọc sông Mississippi với 40.000 quân. Grant đã tiến được 130 km, nhưng tuyến đường tiếp tế của ông đã bị kỵ binh miền Nam của tướng Earl Van Dorn cắt đứt tại Holly Springs, buộc ông phải quay trở lại. Sherman đến được sông Yazoo sát phía bắc thành phố Vicksburg, nhưng do không có sự hỗ trợ của Grant, ông đã bị đánh lui sau trận chiến đẫm máu ở Chickasaw Bayou cuối tháng 12.
Đã bắt đầu có những sự tính toán chính trị can thiệp vào cuộc chiến. Giới chính trị gia Illinois cùng thiếu tướng John A. McClernand với sự cho phép của Lincoln đã tuyển mộ một đội quân ở nam Illinois và tiến hành một cuộc viễn chinh đường sông nhắm tới Vicksburg. Ông ta đã được giao cho cả quân đoàn của Sherman, nhưng nó đã rời khỏi Memphis trước khi McClernand kịp đến. Khi Sherman trở lại từ sông Yazoo, McClernand xác lập quyền chỉ huy. Ông ta đã đi chệch khỏi mục tiêu ban đầu của mình một cách khó hiểu, khi đánh chiếm Arkansas Post nằm trên sông Arkansas, nhưng trước khi McClernand kịp tiếp tục cuộc tiến quân chính của mình, Grant đã lấy lại quyền chỉ huy, và McClernand trở thành một tư lệnh quân đoàn trong quân đội của Grant. Trong khoảng thời gian còn lại của mùa đông, Grant đã thử tiến hành 5 kế hoạch độc lập để tiếp cận thành phố bằng cách sử dụng hoặc thiết kế thêm các con sông, kênh đào, và nhánh sông dẫn đến phía bắc Vicksburg. Cả năm kế hoạch đều không thành công; và Grant đã tuyên bố sau cuộc chiến rằng ông đã dự kiến được những thất bại đó và chỉ đơn giản là cố gắng giữ quân đội trong tình trạng hoạt động, nhưng nhiều sử gia tin rằng ông ta thật sự hy vọng các kế hoạch đó sẽ thành công và điều đó là quá ư tham vọng.

### Chiến dịch thứ hai

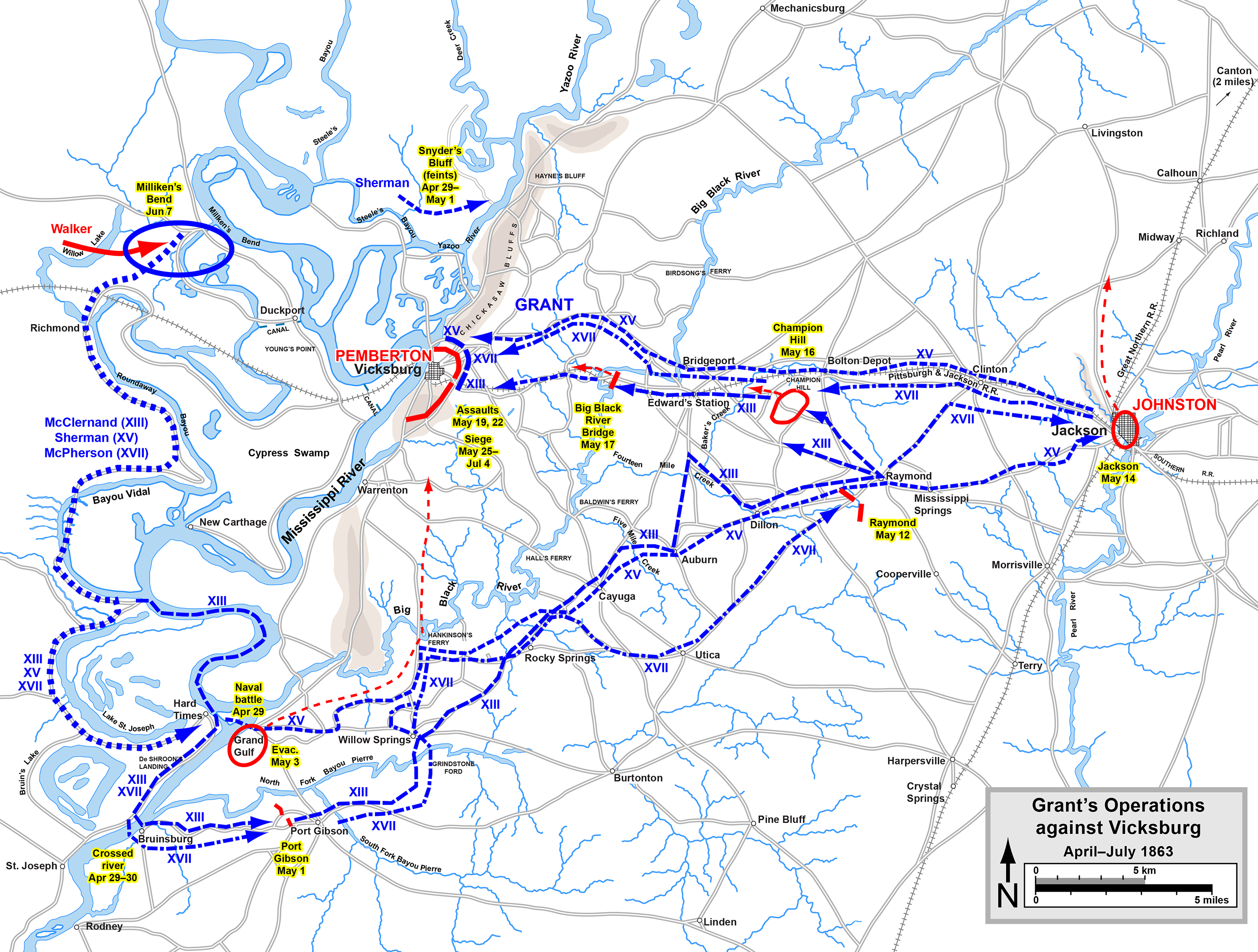
Hoạt động của Grant tại Vicksburg.

Chiến dịch thứ hai, bắt đầu vào mùa xuân năm 1863, đã thành công và được coi là chiến công lớn nhất của Grant trong chiến tranh (và là một chiến dịch kinh điển trong lịch sử quân sự). Ông biết rằng không thể tấn công qua sông Mississippi từ phía tây bắc vì nhược điểm của tuyến đường tiếp tế; những đợt tiếp cận bằng đường thủy đã bị thất bại nhiều lần. Cho nên khi đã có thể hành quân bằng đường bộ vì các tuyến đường đất đã trở nên khô ráo sau những cơn mưa mùa đông, Grant di chuyển đội quân của mình xuống bờ tây sông Mississippi. Ngày 16 tháng 4, pháo hạm của Hải quân Hoa Kỳ và tàu chuyên chở quân đội đã mạo hiểm băng qua trước hệ thống đại bác phòng ngự của đối phương và đưa được quân của Grant vượt sông sang bãi đất phía nam Vicksburg tại Bruinsburg, Mississippi. Grant sử dụng hai đòn đánh lạc hướng chiến lược để che giấu ý đồ của mình: một đòn nhử do Sherman tiến hành ở phía bắc Vicksburg và một đòn đột kích bằng kỵ binh táo bạo qua trung tâm Mississippi do đại tá Benjamin Grierson đảm nhiệm - cuộc đột kích của Grierson. Đòn nhử của Sherman không hiệu quá, nhưng của Grierson thì lại thành công. Grierson đã lôi kéo được một lực lượng quan trọng của miền Nam, phân tán họ ra khắp tiểu bang.
Trong chiến dịch này Grant phải đối mặt với 2 đội quân miền Nam: quân đồn trú Vicksburg, do thiếu tướng John C. Pemberton chỉ huy, và lực lượng tại Jackson, Mississippi, dưới quyền đại tướng Joseph E. Johnston, tư lệnh toàn mặt trận. Thay vì đơn giản tiến thẳng đến phía bắc thành phố, Grant đã chọn cách cắt đứt tuyến liên lạc (và tiếp viện) giữa hai đội quân miền Nam. Quân đội của ông nhanh chóng tiến về Jackson, và trong cuộc hành quân này tuyến đường tiếp tế của Grant là rất hạn chế. Lịch sự chiến dịch cho thấy rằng ông đã tự cắt đứt khỏi toàn bộ nguồn tiếp tế của mình, điều đó khiến cho Pemberton phải lúng túng khi cố gắng chặt đứt tuyến đường vốn không hề tồn tại này trong trận Raymond ngày 12 tháng 5. Trong thực tế, Grant dựa vào nền kinh tế địa phương để cung cấp chỉ thực phẩm cho người và ngựa của ông, nhưng rồi đã có hàng đoàn xe không ngớt mang lại cho ông đạn dược, cà phê, lương khô, muối, và các nhu yếu phẩm khác.
Quân đoàn của Sherman chiếm Jackson ngày 14 tháng 5. Toàn bộ đội quân này sau đó quay về phía tây đối đầu với Pemberton ở phía trước Vicksburg. Trận đánh quyết định đã diễn ra tại đồi Champion, đây là sự kháng cự tích cực cuối cùng của Pemberton trước khi ông ta rút lui về cố thủ trong các chiến hào xung quanh thành phố. Quân của Grant đã tấn công vào các công sự của miền Nam hai lần với thiệt hại rất lớn vào lúc bắt đầu cuộc vây hãm Vicksburg nhưng sau đó phải đóng quân lại để dấn sâu vào một cuộc bao vây lâu dài.
Binh lính và dân thường tại Vicksburg phải chịu đựng các cuộc pháo kích ghê gớm của quân miền Bắc và bị nạn đói đe dọa. Họ bám lấy hy vọng rằng Đại tướng Johnston sẽ đến cùng với quân tiếp viện, nhưng Johnston cũng đang bị cô lập và lại hành động quá thận trọng. Ngày 4 tháng 7, Pemberton giao quân đội và thành phố cho Grant. Cùng với thất bại của Robert E. Lee trong trận Gettysburg một ngày trước đó, Vicksburg thường được xem là một trong những bước ngoặt của chiến tranh. Đến ngày 8 tháng 7, sau khi Banks chiếm cảng Hudson, toàn bộ sông Mississippi đã nằm trong tay miền Bắc, lực lượng miền Nam từ đây bị chia cắt thành 2 phần không liên lạc được với nhau.

## Tullahoma, Chickamauga và Chattanooga

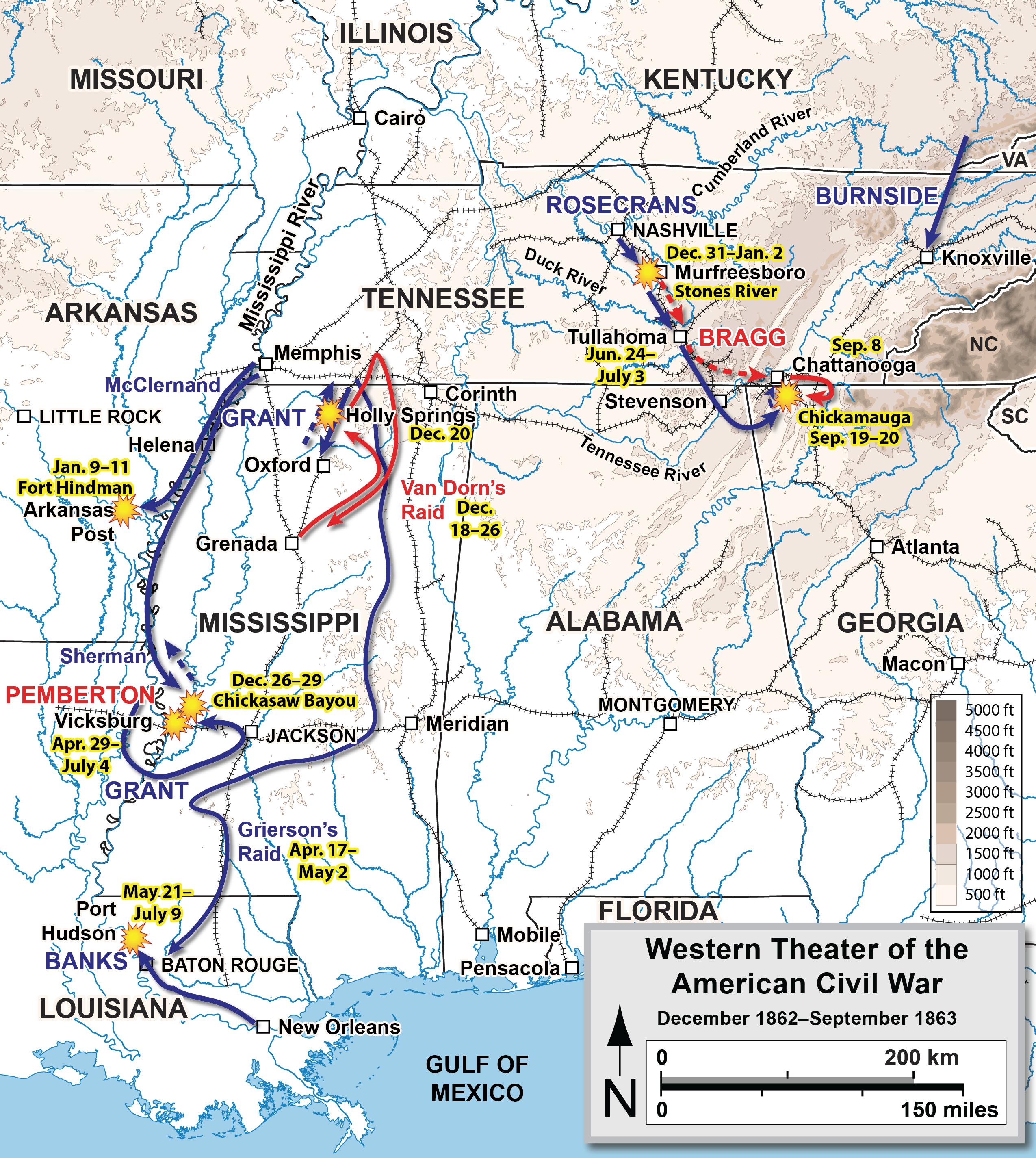
Từ Vicksburg (tháng 12-1862– 7-1863) đến Chickamauga (tháng 9-1863).

Sau chiến thắng tại Stones River, Rosecrans chiếm giữ Murfreesboro gần 6 tháng trong khi Bragg đóng tại Tullahoma, thiết lập một phòng tuyến dài nhằm chặn cuộc tiến quân của miền Bắc vào thành phố chiến lược Chattanooga ở phía sau. Tháng 4, kỵ binh miền Bắc của đại tá Abel Streight hành quân đến phá tuyến đường xe lửa tiếp tế cho quân của Bragg ở Trung Tennessee, với hy vọng buộc họ phải rút về Georgia. Lữ đoàn của Streight đã đột kích qua Mississippi và Alabama, đối đầu với quân của Nathan Bedford Forrest. Cuộc đột kích của Streight kết thúc khi đội quân kiệt sức của ông phải đầu hàng gần Rome, Georgia, ngày 3 tháng 5. Đến tháng 6, cuối cùng Rosecrans đã đánh bại Bragg trong một chiến dịch cơ động xuất sắc, hầu như không đổ máu, chiến dịch Tullahoma, và đuổi được Bragg ra khỏi Trung Tennessee.
Cùng giai đoạn này, chuẩn tướng John Hunt Morgan cùng 2.460 kỵ binh miền Nam đã tiến về phía tây từ Sparta tại Trung Tennessee ngày 11 tháng 6, với ý định đánh lạc hướng Binh đoàn Ohio của Ambrose Burnside đang hành quân đến Knoxville, không để họ chú ý đến các lực lượng miền Nam trong tiểu bang. Vào thời điểm bắt đầu chiến dịch Tullahoma, Morgan đã tiến lên phía bắc. Sau 46 ngày đêm vượt qua hơn 1.600 km, quân kỵ binh của Morgan đã tiến hành khủng bố trên một khu vực từ Tennessee cho đến bắc Ohio, phá hủy nhiều cây cầu, đường xe lửa, và các kho hàng của chính phủ trước khi bị bắt; đến tháng 11 họ táo bạo tổ chức vượt ngục tại trại giam Ohio ở Columbus, và trở về miền Nam.
Sau khi trì hoãn nhiều tuần tại Tullahoma, Rosecrans đã lên kế hoạch đánh bật Bragg ra khỏi Chattanooga bằng cách băng qua sông Tennessee, tiến xuống phía nam, và chặt đứt đường tiếp tế của miền Nam nối đến Georgia. Ông bắt đầu hành động ngày 18 tháng 8 và tổ chức pháo kích Chattanooga trong 2 tuần lễ để nghi binh. Bộ tư lệnh quân miền Nam tiếp viện cho Bragg một sư đoàn đến từ Mississippi và một quân đoàn (của James Longstreet) từ Virginia. Rosecrans bị sập bẫy khi đuổi theo Bragg vào rặng núi phía tây bắc Georgia. Mở đầu trận Chickamauga (19 –  20 tháng 9 năm 1863), Bragg tung 3 sư đoàn tấn công vào quân đoàn của George H. Thomas. Do có một sai lầm trong công tác chỉ huy, một lỗ hổng lớn đã xuất hiện trong đội hình quân miền Bắc khi quân tiếp viện miền Nam đến nơi, và Longstreet đã thúc quân đoàn của mình tràn vào đó buộc đối phương phải rút lui. Nếu không nhờ có chốt phòng thủ của một đoạn phòng tuyến do "Hòn đá tảng Chickamauga" Thomas chỉ huy, thì quân miền Bắc đã bị đánh tan tác hoàn toàn. Rosecrans, suy sụp sau thất bại, đã rút quân về Chattanooga. Bragg kéo đến bao vây và chiếm được các cao điểm xung quanh thành phố.

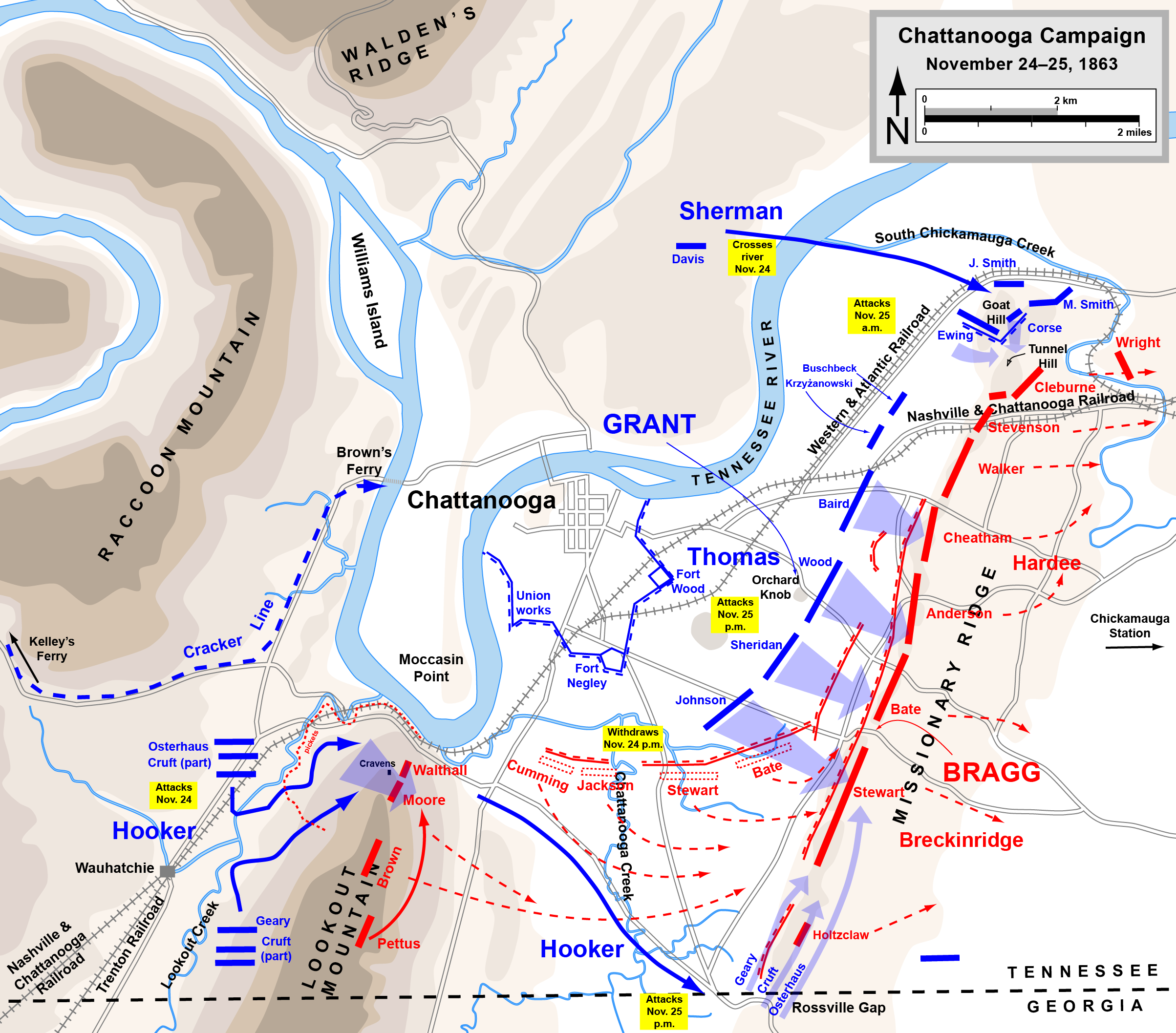
Các trận Lookout Mountain và Missionary Ridge trong chiến dịch Chattanooga.

Lúc này, sau trận Vicksburg, Grant đang cho quân đội nghỉ ngơi và lập kế hoạch cho một chiến dịch chiếm Mobile rồi tiến xa hơn nữa về phía đông. Nhưng khi tin tức về thảm cảnh của Binh đoàn Cumberland của Rosecrans lan đến Washington, Grant được lệnh đến cứu nguy. Ngày 17 tháng 10, ông nhận chức tư lệnh Phân bộ Quân sự Mississippi, nắm quyền chỉ huy toàn bộ quân đội tại Mặt trận miền Tây. Ông đã thay thế Rosecrans bằng Thomas và chuyển đến Chattanooga, tại đó ông đã phê chuẩn kế hoạch mở ra một tuyến tiếp tế mới ("tuyến Cracker"), cho phép đồ tiếp tế và quân tiếp viện đến được thành phố. Quân tiếp viện đến từ Binh đoàn sông Tennessee và Binh đoàn Potomac, chẳng mấy chốc đã tập hợp lên đến hơn 40.000, lần lượt đặt dưới quyền của Sherman và Joseph Hooker. Trong lúc quân miền Bắc đang tập trung thì quân miền Nam lại bị rút bớt; Bragg đã điều quân đoàn của Longstreet đến Knoxville để ngăn cản Burnside đến tiếp viện cho Chattanooga.
Chiến dịch Chattanooga bắt đầu ngày 24 tháng 11 năm 1863, khi Hooker chiếm núi Lookout, một trong hai cao điểm quan trọng nhất quanh thành phố. Hôm sau, Grant lên kế hoạch bao vây các vị trí của Bragg trên cao điểm còn lại là đỉnh Missionary: Sherman tấn công từ phía bắc, Hooker từ phía nam, và Thomas chiếm giữ trung tâm. Nhưng cuộc tấn công của Sherman bị sa vào hỗn loạn, Grant liền ra lệnh cho Thomas mở một cuộc công kích phụ để giảm bớt áp lực cho Sherman. Đạo quân của Thomas, hăng hái và nôn nóng muốn rửa nhục cho trận Chickamauga, đã đột phá tràn lên tận đỉnh núi, phá vỡ trận tuyến quân miền Nam và buộc họ phải rút chạy. Chattanooga được giải cứu; cùng với thất bại của Longstreet trước Burnside trong chiến dịch Knoxville, khu vực nhạy cảm chính trị Đông Tennessee đã hoàn toàn tuột khỏi tay miền Nam. Đường tiến quân từ đây đã mở rộng dẫn trực tiếp đến Atlanta và trung tâm của Liên minh miền Nam. Bragg, nhờ vào mối quan hệ cá nhân với Tổng thống Liên minh miền Nam Jefferson Davis nên đã được giữ nguyên chức vụ sau những thất bại ở Perryville và Stones River, cuối cùng đã bị bãi nhiệm và thay thế bởi Đại tướng Joseph E. Johnston.

## Atlanta

Bản đồ chiến dịch Atlanta.

Tháng 3 năm 1864, Grant được thăng chức trung tướng và đến miền đông nhận nhiệm vụ tổng chỉ huy toàn bộ quân đội miền Bắc. Sherman kế nhiệm ông làm tư lệnh Phân bô Quân sự Mississippi. Grant đã đề ra một chiến lược tiến công miền Nam theo nhiều hướng cùng một lúc. Kế hoạch dự định sẽ tiêu diệt hoặc vô hiệu hóa đội quân của Robert E. Lee tại Virginia bằng 3 mũi tấn công chính (của Meade, Butler, và Sigel) tiến hành nhắm hướng Richmond và thung lũng Shenandoah; chiếm Mobile với đội quân của Nathaniel Banks; và tiêu diệt quân của Johnston trên đường tiến về Atlanta. Hầu hết các cuộc tấn công đều khởi đầu thất bại: Butler sa lầy trong chiến dịch Bermuda Hundred; Sigel bị đánh bại nhanh chóng trong vùng Thung lũng; Banks lao đao trong chiến dịch đầy rủi ro Red River; Meade và Grant phải nhiều phen bị đẩy lui với tổn thất nặng nề trong chiến dịch Overland trước khi ổn định lại với cuộc bao vây Petersburg. Riêng chiến dịch Atlanta của Sherman là thu được thành công nhiều hơn cả.
Vào thời điểm bắt đầu chiến dịch, Phân bô Quân sự Mississippi của Sherman được hợp thành từ 3 đội quân: Binh đoàn sông Tennessee của James B. McPherson (binh đoàn cũ của Sherman lúc dưới quyền Grant), Binh đoàn Ohio của John M. Schofield, và Binh đoàn Cumberland của George H. Thomas. Đối đầu với ông là Binh đoàn Tennessee của miền Nam do tướng Joseph E. Johnston chỉ huy. Sherman áp đảo Johnston với 98.000 quân chống lại 50.000, nhưng đội ngũ của ông bị suy giảm do có nhiều binh lính xin nghỉ phép, còn Johnston nhận được 15.000 quân tiếp viện đến từ Alabama trong tháng 4.
Chiến dịch mở màn với nhiều trận đánh trong tháng 5 và tháng 6 năm 1864 khi Sherman đẩy Johnston lui về phía đông nam qua khu vực địa hình đồi núi. Sherman thận trọng tránh tấn công trực diện vào hầu hết các vị trí của Johnston; thay vào đó ông tiến quân bọc sườn tuyến phòng thủ của đối phương. Mỗi khi Sherman tiến hành bọc sườn (chủ yếu quanh sườn trái của Johnston), Johnston lại rút lui về một vị trí được củng cố vững chắc khác. Trận Kennesaw Mountain (27 tháng 6) là một ngoại lệ đáng chú ý, tại đó, bất chấp lời khuyên của cấp dưới, Sherman đã thử công kích chính diện và chịu thiệt hại đáng kể: mất 7.000 người so với 700 của Johnston. Quân đội cả hai bên đều có thuận lợi về tuyến đường tiếp tế bằng xe lửa, và Johnston dần rút ngắn tuyến tiếp vận khi rút lui về gần Atlanta, còn của Sherman thì bị kéo dài ra. Tuy nhiên, Jefferson Davis bắt đầu thất vọng về Johnston, vì cho rằng ông ta đang đánh mất nhiều lãnh thổ vô ích và lại không chịu phản công hay thậm chí là thảo luận kế hoạch với Davis.
Ngay trước trận Peachtree Creek (20 tháng 7) ở vùng ngoại ô Atlanta, Jefferson Davis mất kiên nhẫn với chiến lược của Johnston, lo ngại rằng ông sẽ từ bỏ Atlanta mà không chiến đấu, và thay thế ông ta bằng viên trung tướng hiếu chiến John Bell Hood. Trong vòng 6 tuần lễ sau đó, Hood đã liên tiếp cố gắng tấn công một bộ phận lực lượng có vẻ tách rời khỏi quân chủ lực của Sherman; nhưng đều thất bại với thương vong nặng nề cho quân miền Nam, nhất là trong trận Atlanta ngày 22 tháng 7. Sherman cuối cùng đã cắt đứt được tuyến đường tiếp tế của Hood với phía nam. Biết rằng mình bị sập bẫy, Hood đã bỏ Atlanta vào đêm 1 tháng 9, thiêu hủy các kho hàng và công trình quân sự, gây ra trận đại hỏa hoạn trong thành phố.
Cùng với chiến thắng của Sherman tại Atlanta, Đô đốc David Farragut cũng giành được thắng lợi hải quân quyết định trong trận Mobile Bay ngày 23 tháng 8. Băng qua những pháo đài bảo vệ vịnh, Farragut đã tấn công và buộc hạm đội phòng thủ thành phố của miền Nam phải đầu hàng, bắt được đô đốc miền Nam là Franklin Buchanan. Thành phố Mobile, mục tiêu mong muốn từ lâu của Grant, vẫn nằm trong tay miền Nam cho đến năm 1865, nhưng cảng biển quan trọng cuối cùng ở phía đông sông Mississippi thuộc vùng duyên hải vịnh Mexico đã bị khóa chặt, thắt chặt hơn nữa cuộc phong tỏa của miền Bắc. Việc chiếm Atlanta và Mobile Bay đã cổ vũ mạnh mẽ tinh thần miền Bắc và là đóng góp to lớn cho thắng lợi trong cuộc tái cử năm 1864 của Abraham Lincoln.

## Franklin-Nashville
Trong khi Sherman cho quân đội của mình nghỉ ngơi để chuẩn bị tiến quân về phía đông, thì Hood đã triển khai một chiến dịch nhằm đánh bại Sherman bằng cách đánh phá tuyến liên lạc của ông ta với Chattanooga. Hood tiến về phía tây qua Alabama và rẽ sang hướng bắc về phía Tennessee, với hy vọng Sherman sẽ đuổi theo và tiến hành giao chiến. Kế hoạch này phần nào thu được hiệu quả vì cuộc hành quân của ông, cùng với cuộc đột kích do Nathan Bedford Forrest tiến hành, đã gây cho Sherman nhiều lo ngại. Thế nhưng, vị tướng miền Bắc đã không giao chiến toàn lực. Ông phái thiếu tướng George H. Thomas cùng một phần Binh đoàn Cumberland và phần lớn quân đoàn kỵ binh đi Nashville để chặn Hood, còn mình thì dẫn lực lượng còn lại tiến về Savannah, Georgia.
Quân của Thomas bao gồm hai bộ phận: một nửa đang ở với ông tại Nashville và nửa còn lại do John M. Schofield chỉ huy đang hành quân từ Atlanta đến. Ngoài ra còn một số quân khác đến từ lực lượng trong Chiến dịch Red River. Hood hy vọng sẽ đánh bại được Schofield trước khi ông ta hội quân với Thomas và có thêm quân tiếp viện từ Louisiana đến. Ông đã có cơ hội đạt được điều đó trong trận Spring Hill tại Tennessee ngày 29 tháng 11 năm 1864, nhưng đối phương đã thoát được ra khỏi cái bẫy mà ông sắp đặt, do quân miền Nam không cắt đứt được đoạn đường nối giữa Columbia-Franklin phía sau lưng quân miền Bắc. Trong trận Franklin thứ hai vào ngày hôm sau, Hood đã liên tiếp mở những cuộc công kích trực diện quy mô lớn vào các công sự phòng thủ kiên cố và chịu thương vong khủng khiếp. Sử gia David J. Eicher viết rằng Hood đã làm binh đoàn của mình trọng thương tại Franklin rồi giết chết nó trong trận Nashville (15 –  16 tháng 12). Tại đó, đối mặt với lực lượng kết hợp của Schofield và Thomas, Hood đã tiến sâu vài dặm đến phía nam thành phố và chờ đợi với hy vọng Thomas sẽ chịu nhiều thiệt hại khi tấn công các công sự của miền Nam. Sau thời gian 2 tuần chuẩn bị trong thời tiết mùa đông, với áp lực ngày càng lớn từ phía Grant và chính quyền miền Bắc đòi tấn công, Thomas đã tung ra một đòn công kích hùng mạnh, đánh bật Hood và lực lượng còn lại của ông ta trở lại Franklin rồi sau đó phải rút về bang Mississippi, và không bao giờ có thể phục hồi lại để tiến hành tấn công được nữa. Sau đó, tự Hood đã yêu cầu và bị cách chức tư lệnh Binh đoàn Tennessee, trung tướng Richard Taylor được chỉ định lên làm chỉ huy tạm thời.

## Cuộc tiến quân ra biển của tướng Sherman
Chiến dịch Savannah của Sherman thường được mọi người biết đến với cái tên Cuộc tiến quân ra biển. Ông và Grant tin rằng cuộc Nội chiến sẽ chỉ kết thúc một khi mọi tiềm lực về chiến lược, kinh tế và tinh thần cho chiến tranh của người miền Nam bị bẻ gãy hoàn toàn. Do vậy Sherman đã áp dụng chính sách tiêu thổ, ra lệnh cho đội quân của ông đốt sạch cây trồng, giết hết gia súc, phá tất cả các kho hàng, và hủy diệt toàn bộ các cơ sở hạ tầng trên đường tiến quân. Chính sách này đã trở thành một trong những giáo lý cơ bản của chiến lược chiến tranh toàn diện sau này.
Đội quân của Sherman rời Atlanta ngày 15 tháng 11 năm 1864, chia làm 2 mũi cách nhau khoảng 100 km, cánh phải do thiếu tướng Oliver O. Howard chỉ huy, cánh trái do thiếu tướng Henry W. Slocum chỉ huy. Hai đội quân này đã tiến hành cuộc tàn phá khủng khiếp và gây ra sự hận thù trong nhiều thế hệ. Hầu hết sự chống cự mà đội quân của Sherman gặp phải là từ dân quân và quân tình nguyện Georgia, mặc dù quân đoàn kỵ binh của Joseph Wheeler thuộc Binh đoàn Tennessee cùng một số lực lượng khác thuộc Cục Nam Carolina, Georgia, và Florida cũng có hiện diện nhưng lại rải rác. Tại Savannah, ngày 17 tháng 12, Sherman chạm trán với đội quân phòng thủ khoảng 10.000 của thiếu tướng William J. Hardee. Sau nhiều đợt pháo kích kéo dài, Hardee bỏ thành phố để cho Sherman tiến vào ngày 21 tháng 12 năm 1864. Ông đã gửi điện cho Tổng thống Lincoln, "Tôi trân trọng dâng cho ngài thành phố Savannah làm món quà Giáng sinh...."

## Carolinas và sự kết thúc chiến tranh

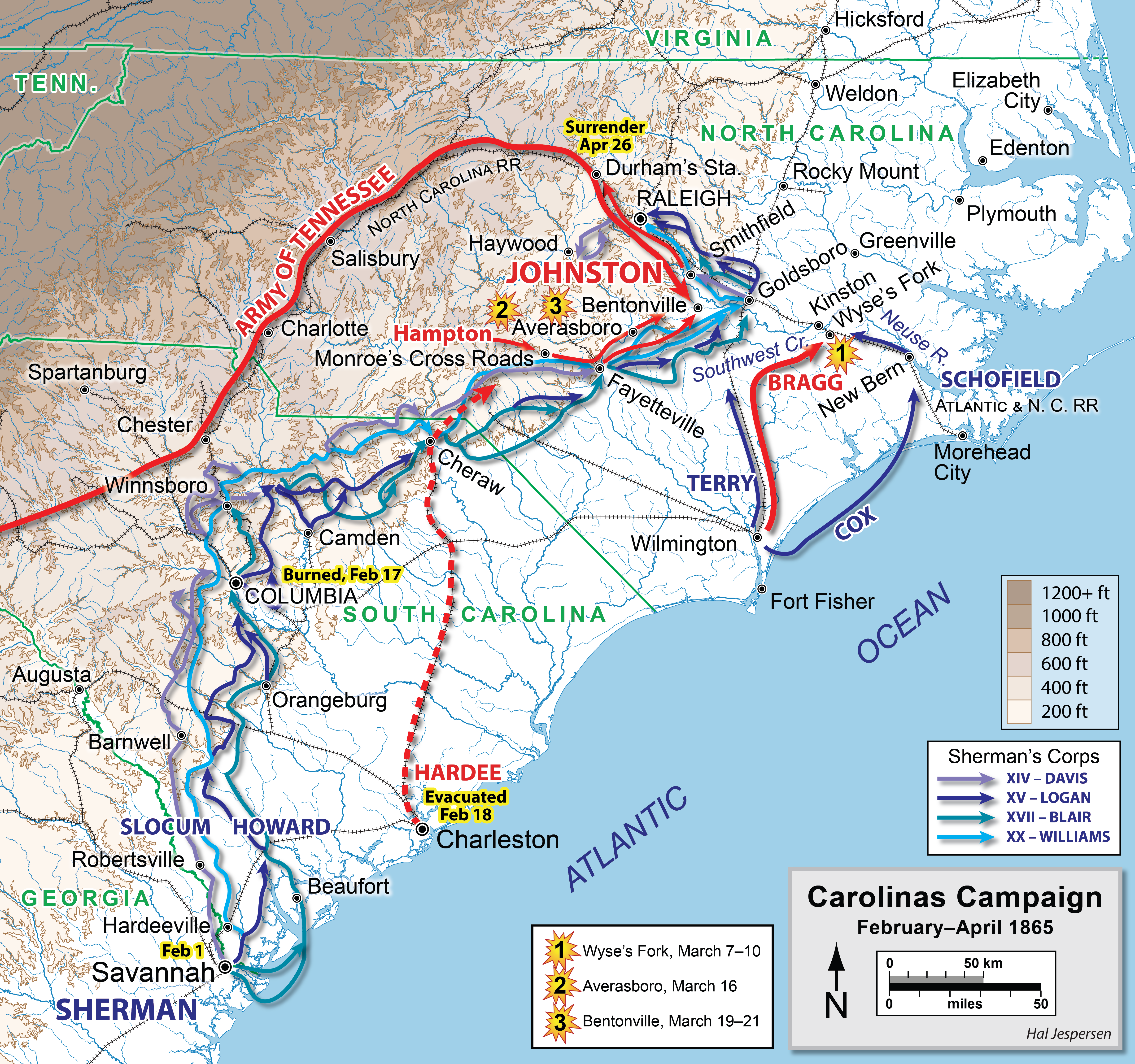
Chiến dịch Carolinas.

Sau khi Sherman chiếm được Savannah, ông được lệnh của Grant đưa quân xuống tàu đến tăng cường cho quân miền Bắc tại Virginia, ở đó Grant đang gặp nhiều khó khăn trong cuộc bao vây Petersburg trước Robert E. Lee. Sherman đã đề xuất một chiến lược khác thay thế. Ông thuyết phục Grant cho tiến quân lên phía bắc qua vùng Carolinas, phá hủy mọi khí tài quân sự trên đường đi, giống như trong cuộc tiến quân ra biển qua Georgia. Ông đặc biệt hứng thú với mục tiêu Nam Carolina, tiểu bang đầu tiên ly khai ra khỏi Liên bang, nơi có ảnh hưởng mạnh mẽ đến tinh thần của toàn miền Nam.
Kế hoạch của Sherman là bỏ qua các đội quân nhỏ của miền Nam tập trung ở Augusta, Georgia và Charleston, Nam Carolina để tiến đến Goldsboro, Bắc Carolina trước ngày 15 tháng 3 năm 1865, tại đó ông sẽ hợp nhất với lực lượng của các tướng John M. Schofield và Alfred H. Terry. Như trong chiến dịch Georgia, ông chia quân đội của mình ra nhiều hướng tiến công đồng thời, khiến cho lực lượng phòng thủ rải rác của miền Nam không thể đoán được mục tiêu thật sự của mình, là thủ phủ Columbia. Ngày 17 tháng 2, Columbia đầu hàng Sherman. Lửa bắt đầu bùng lên, và phần lớn khu trung tâm thành phố đã bị phá hủy hoàn toàn. Vụ cháy thành Columbia đã gây ra nhiều tranh cãi cho đến tận bây giờ, nhiều người cho rằng đó là một tai nạn, số khác khẳng định là một hành động hận thù có chủ ý. Cùng ngày hôm đó, quân miền Nam bỏ chạy khỏi Charleston. Ngày 18 tháng 2, quân của Sherman đã phá hủy gần như tất cả vật chất khí tài quân sự tại Columbia. Cảng biển quan trọng cuối cùng của miền Nam, cảng Wilmington, cũng đầu hàng ngày 22 tháng 2.
Tổng thống miền Nam Jefferson Davis cùng tướng Robert E. Lee (lúc này đã được phong chức tổng tư lệnh) đã chỉ định Johnston làm tổng chỉ huy các lực lượng miền Nam tại vùng Carolinas (thay vì tướng Beauregard vì họ cho rằng ông ta không đủ khả năng đối phó được với sự đe dọa này của miền Bắc), bao gồm những gì còn lại của Binh đoàn Tennessee. Tập trung tất cả lực lượng của mình dưới cái tên Binh đoàn miền Nam, Johnston đã tấn công đối phương trong trận Bentonville (19 –  21 tháng 3), tại đó ông đã không thành công trong cố gắng đánh bại một cánh quân của Sherman dưới quyền Henry W. Slocum trước khi nó tới Goldsboro hoặc tập hợp với cánh quân của Oliver O. Howard. Dù cuộc tấn công ban đầu của miền Nam áp đảo được trận tuyến đầu tiên của miền Bắc, nhưng Slocum vẫn tập hợp được đủ quân để chống cự cho đến khi Howard tới chiến trường trong đêm đó. Johnston đóng quân lại tại đó thêm 2 ngày, với hy vọng giành được một thắng lợi tương tự như trận Kennesaw Mountain, nhưng rồi sau đó đã rút về Raleigh và bị Sherman truy kích.
Ngày 11 tháng 4, Johnston nhận được tin Đại tướng Robert E. Lee đã đầu hàng tại làng Appomattox Court House; ông liền gửi một thông điệp cho Sherman đề nghị các điều kiện đầu hàng. Ngày 18 tháng 4, 3 ngày sau vụ ám sát Abraham Lincoln, Johnston đã ký giấy đình chiến với Sherman tại Bennett Place, một tòa nhà trang trại ở gần nhà ga Durham. Sherman đã tự đưa mình vào một rắc rối chính trị khi tự ý đặt các điều khoản đầu hàng với Johnston bao gồm cả những vấn đề chính trị cũng như quân sự mà không có sự cho phép của tướng Grant hay chính phủ Hoa Kỳ. Vấn đề rắc rối này kéo dài cho đến ngày 26 tháng 4, khi mà Johnston đồng ý với tất cả các điều khoản quân sự (tương tự những điều kiện mà tướng Lee đã nhận tại Appomattox Court House), và chính thức giao lại toàn bộ quân đội của mình cũng như của các lực lượng miền Nam tại Carolinas, Georgia, và Florida.
Vẫn còn những trận đánh khác diễn ra trong thời gian này: thiếu tướng James H. Wilson, chỉ huy quân đoàn kỵ binh của Phân bộ Quân sự Mississippi, đã mở một cuộc đột kích tại trung Alabama vào cuối tháng 3 nhằm phá hủy các khu công nghiệp còn lại của miền Nam tại đó, nhất là Elyton và Selma. Lực lượng duy nhất còn lại chống cự với Wilson là quân đoàn kỵ binh của tướng Nathan B. Forrest. Elyton rơi vào tay quân miền Bắc ngày 29 tháng 3, trước khi Forrest có đủ thời gian tập hợp lực lượng của mình; Selma cũng bị chiếm sau trận Selma ngày 2 tháng 4, đây là trận thất bại cuối cùng của Forrest. Sau khi phá hủy các công xưởng và đường xe lửa tại Selma, Wilson tiếp tục tiến về phía đông đến Georgia. Ông ta chiếm cây cầu bắc qua sông Chattahoochee tại Columbus, Georgia, sau một trận đánh, rồi tiến đến Macon; tại đây ngày 21 tháng 4, ông nhận được lệnh của Sherman phải "chấm dứt các hành động chiến tranh và tàn phá cho đến khi nghe được tin chiến sự tiếp diễn".
Vào giữa tháng 3, thiếu tướng Edward R. S. Canby, tư lệnh Phân bộ Quân sự Tây Mississippi, đã đổ bộ gần cửa ngõ Mobile Bay và tiến dọc theo bờ biển phía đông đến Spanish Fort, sau đó Binh đoàn Tây Mississippi bắt đầu bao vây thị trấn ngày 27 tháng 3. Ngày 1 tháng 4, quân miền Bắc do Frederick Steele chỉ huy đã tới bằng đường bộ từ Pensacola và bắt đầu bao vây đồn Blakely. Đến ngày 8 tháng 4, quân miền Bắc bắt đầu pháo kích Spanish Fort với 90 khẩu pháo rồi cho bộ binh tấn công đánh tan quân phòng thủ miền Nam tại đây. Ngày hôm sau Canby hành quân đến đồn Blakely, chiếm đóng đồn này. Những trận đánh này đã buộc viên tư lệnh quân miền Nam tại Mobile là thiếu tướng Dabney H. Maury phải rút bỏ thành phố.
Khi nhận được tin Lee và Johnston đã đầu hàng, trung tướng Richard Taylor, tư lệnh Cục Alabama, Mississippi, và Đông Louisiana của miền Nam, cũng ra hàng tướng Canby ngày 4 tháng 5, còn Forrest chính thức đầu hàng ngày 9 tháng 5. Kỵ binh của Wilson chính thức tiếp quyền kiểm soát Tallahassee, Florida ngày 20 tháng 5, đây là thủ phủ bang cuối cùng ở phía đông sông Mississippi của miền Nam bị chiếm đóng. Một bộ phận độc lập trong lực lượng kỵ binh của Wilson đã bắt giữ được Tổng thống Liên minh miền Nam Jefferson Davis ngày 10 tháng 5 ở gần Irwinville, Georgia.